# Auquainville
Auquainville (Ausspracheⓘ) ist eine ehemalige französische Gemeinde mit 311 Einwohnern (Stand: 1. Januar 2013), den Auquainvillais, im Département Calvados in der Region Normandie.
Am 1. Januar 2016 wurde Auquainville im Zuge einer Gebietsreform zusammen mit 21 benachbarten Gemeinden als Ortsteil in die neue Gemeinde Livarot-Pays-d’Auge eingegliedert.

## Geografie
Auquainville liegt inmitten des Pays d’Auge. Rund zehn Kilometer nördlich des Ortes befindet sich Lisieux. Die Touques durchfließt Auquainville von Norden kommend.

## Bevölkerungsentwicklung
| Jahr                             | 1793 | 1836 | 1876 | 1926 | 1946 | 1975 | 1990 | 2013 |
| Einwohner                        | 578  | 500  | 367  | 225  | 262  | 213  | 249  | 311  |
| Quelle: Cassini, EHESS und INSEE |      |      |      |      |      |      |      |      |

## Sehenswürdigkeiten
- Kirche Notre-Dame aus dem 15. Jahrhundert, seit 1978 Monument historique;[3] große Teile der Ausstattung sind ebenfalls als Monument historique eingestuft[4]
- Kirche Saint-Aubin aus dem 15. Jahrhundert, seit 2007 Monument historique[5]
- Herrenhäuser aus dem 15.–17. Jahrhundert, zwei von ihnen sind als Monument historique klassifiziert[6][7]